# Spiraea miyabei
Spiraea miyabei är en rosväxtart som beskrevs av Gen-Iti Koidzumi. Spiraea miyabei ingår i släktet spireor, och familjen rosväxter.

## Underarter
Arten delas in i följande underarter:
- S. m. glabrata
- S. m. pilosula
- S. m. tenuifolia